# Christopher Augur
Christopher Augur (Jhansi, 1960 - México DF, 31 de enero de 2009) fue un bioquímico agrícola, científico e investigador francés.

## Biografía
El doctor Christopher Augur nació en 1960 en el norte de la India, y adquirió la nacionalidad francesa.
Realizó sus estudios de licenciatura en Bioquímica en la Universidad de Provenza, en Marsella (sur de Francia).
Llevó a cabo su maestría en la Universidad de Orleans (Francia).
Obtuvo su doctorado en el Centro de Investigación sobre Carbohidratos Complejos ―unidad afiliada a la Universidad de Georgia (Estados Unidos)―.
Efectuó su formación posdoctoral en la Universidad Autónoma de Barcelona (en Cataluña).
En 1996, el Instituto de Investigaciones para el Desarrollo (de Francia) lo contrató para colaborar estrechamente con el Departamento de Biotecnología de la UAMI (Universidad Autónoma Metropolitana de Iztapalapa) en el desarrollo de nuevos procesos microbiológicos, orientados a la conversión de residuos agrícolas en productos de utilidad comercial.
Había publicado trabajos muy citados sobre la eliminación de la cafeína de la pulpa del café, mediante la acción de ciertos hongos microscópicos. La mayor parte de sus publicaciones científicas han sido realizadas en colaboración con científicos de la UAMI. Formó a cuatro doctores en Ciencia ―dos franceses y dos mexicanos―, que desarrollaron tesis sobre esos temas.
Desde fines de 2008 estaba trabajando en un nuevo proyecto de investigación para la industrialización del lirio acuático.
Christopher Augur también colaboró para la Universidad Autónoma de Coahuila y la Universidad Autónoma Agraria Antonio Narro.

## Asesinato
El 27 de enero de 2009, Christopher Augur llegó al Aeropuerto Internacional de la Ciudad de México desde Francia.
En las afueras del aeropuerto cambió 4800 euros por pesos mexicanos. Cuando caminaba por la calle Terraplén de Río Frío, en las inmediaciones del aeropuerto, fue asaltado por un grupo de 8 a 10 delincuentes (según los testigos), que le dispararon un balazo en la cabeza. Falleció cuatro días después.
Al día siguiente, el Gobierno del Distrito Federal lamentó la muerte del científico francés.
El 3 de febrero de 2009, la Universidad Autónoma Metropolitana Unidad Iztapalapa, le brindó un homenaje póstumo.
Desde 2009, Universidad Autónoma Metropolitana de Iztapalapa ofrece el premio de investigación "Dr. Christopher Augur".
Desde 2010, el IMBE (Instituto Mediterráneo de Biodiversidad y de Ecología Marina y Continental) de Francia ofrece el premio Christopher Augur.
En enero de 2010, el Juzgado 11 en Materia Penal del Reclusorio Norte dictó sentencia condenatoria de 41 años y 9 meses de prisión a Miguel Ángel Herrera García, tras encontrarlo culpable del crimen cometido contra Augur.
Herrera fue encontrado penalmente responsable de los delitos de homicidio calificado y robo agravado en pandilla, por lo que además deberá pagar más de 43 000 pesos por concepto de reparación de daño.
Herrera, junto con varios sujetos, le cerró el paso al vehículo en el que viajaba el científico por el Circuito Interior (en compañía de su chofer, quien sobrevivió al ataque), y le disparó en la cabeza cuando Augur se resistió a entregar el dinero que había cambiado en la sucursal de divisas del aeropuerto.
Tres días después de cometido el crimen, policías capitalinos detuvieron en un bar de la delegación Venustiano Carranza a Herrera García, quien fue reconocido mediante un retrato hablado y el testimonio del chofer del científico extranjero.
El portal https://www.sinembargo.mx/31-05-2015/1361445 señala que fue absuelto después de cinco años y medio de cárcel.